# Fernando Lara Bustamante
Fernando Lara Bustamante (San José, 12 de enero de 1911-16 de diciembre de 1984), fue un abogado y político costarricense que se desempeñó como diputado en varios períodos y Ministro de Relaciones Exteriores en dos administraciones. Fue hijo de Ernesto Lara Iraeta y la cantante soprano Ángela Bustamante Castro, y nieto del exmagistrado Ramón Bustamante Castro y el expresidente de la República Salvador Lara Zamora (1881-1882).

## Biografía
Huérfano de madre a los diez años y debido a problemas de salud de su padre, Lara debió tomar responsabilidades familiares desde corta edad y recurrir a sus abuelos Ramón e Isolina Castro de Bustamante.
Se graduó de Bachiller en Humanidades  en 1929.  En 1930 ingresa a la Escuela de Derecho de la Universidad de Costa Rica desde donde dirigiría la Unión Jimenista estudiantil. Se casa con Ofelia Calvo Delgado en 1932, año en que obtiene el cargo de Agente Principal de Policía de San José. Se gradúa de abogado en 1934. Fue nombrado Oficial Mayor de la Secretaria de Educación Pública el 7 de octubre de 1937 bajo la administración de León Cortés Castro. En 1940 ejerce como profesor universitario en las cátedras de Derecho Administrativo e Historia del Derecho.  
Fue presidente del Colegio de Abogados de 1954 a 1955. Se dedicó también con éxito al estudio de su profesión de abogado y junto con su colega y socio de bufete don Eladio Trejos Flores editó durante varios años la revista Jurisprudencia.

## Carrera política

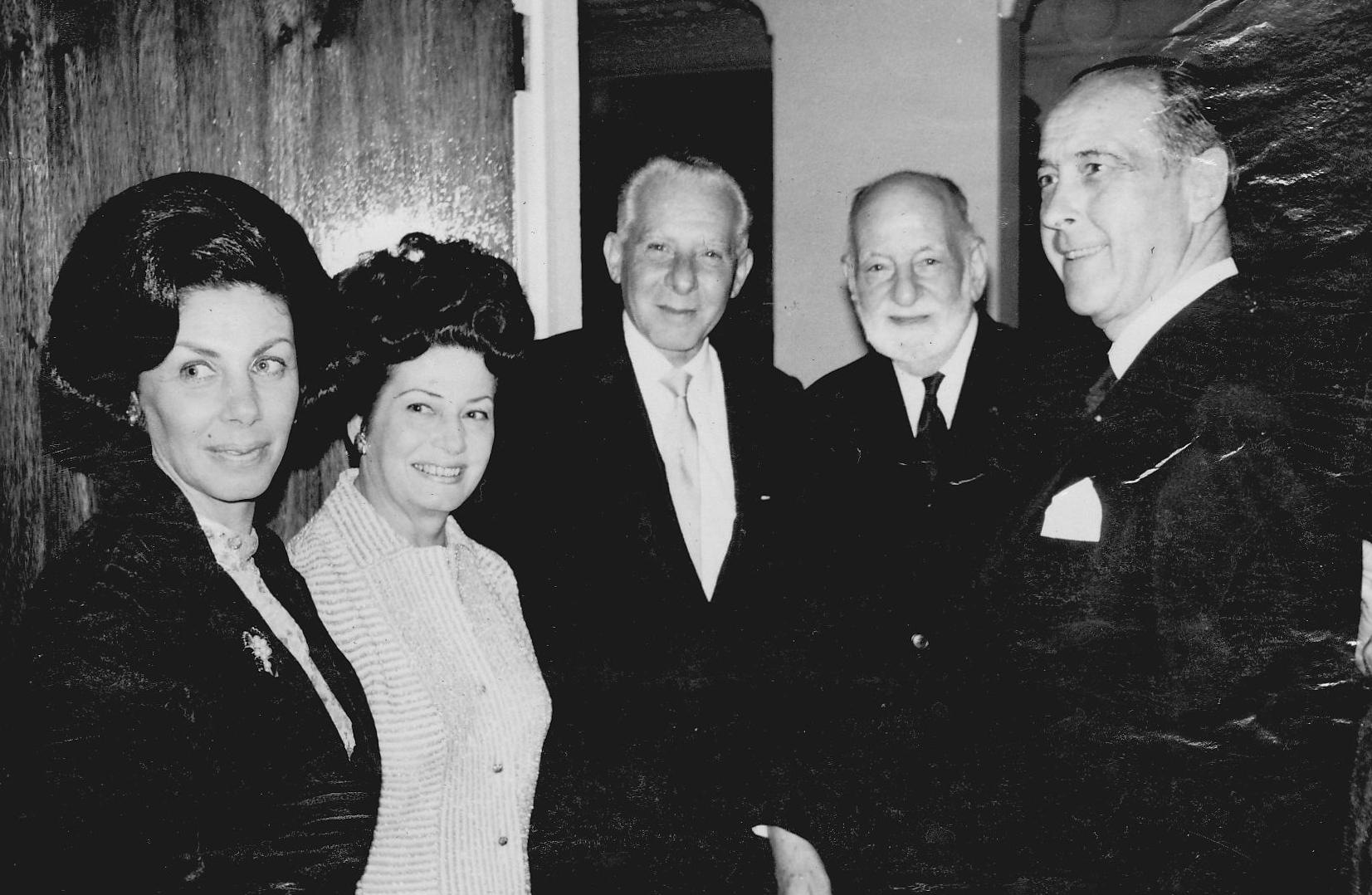
Fernando Lara Bustamante y Rene Cassin

Lara fundó Partido Demócrata en 1941 junto a su amigo, Eladio Trejos Flores, y se efectúa su inscripción en la Gobernación de San José el 23 de junio de ese año. En las elecciones de medio período él y Trejos resultan electos diputados por San José al Congreso Constitucional para el período 1942-1946, siendo Lara reelecto en 1946. En 1944, el expresidente León Cortés fue el candidato a la Presidencia de la República por su partido.
Apoyó la candidatura de Otilio Ulate Blanco que aglutinaba a toda la oposición en las elecciones generales de 1948 y que fueron el detonante de la guerra civil del mismo año. Lara apoyó el bando sublevado.
En 1948 fue integrante de la comisión redactora del proyecto de la nueva Constitución Política, junto con Fernando Baudrit Solera, Fernando Volio Sancho, Manuel Antonio González Herrán, Fernando Fournier Acuña, Rafael Carrillo Echeverría, Rodrigo Facio Brenes, Eloy Morúa Carrillo y Abelardo Bonilla Baldares nombrados por decreto N.º 37 del 25 de mayo de 1948, en cuyo texto propuso incluir la proscripción del ejército con el siguiente artículo:

“Queda proscrito el Ejército como institución permanente. Para la vigilancia y conservación del orden público, el Estado contará con las fuerzas de policía necesarias. Sólo por convenio continental o para la defensa nacional podrán organizarse fuerzas militares. Estas fuerzas, lo mismo de las de policía, estarán siempre sujetas al poder civil, y no podrán deliberar ni hacer manifestaciones o declaraciones, en forma individual ni colectiva. Al Ministro del ramo corresponde explicar públicamente los actos de sus subalternos.”

La Asamblea Nacional Constituyente rechazó el proyecto de Constitución tomando como base la de 1871, pero incluyó la abolición del ejército en el texto. 
Entre 1956 y 1957 fue precandidato a la presidencia, pero la designación correspondió a Mario Echandi Jiménez, quien al frente del Partido Unión Nacional obtuvo la victoria en las elecciones de 1958. De 1958 a 1962 fue nuevamente diputado por San José gracias al Partido Unión Nacional y presidió el directorio de la Asamblea Legislativa de 1960 a 1961. 
En 1966 fue jefe de acción política del Partido Unificación Nacional que postuló al académico José Joaquín Trejos y que resultó ganador. Fue elegido nuevamente como diputado por San José y también ejerció la cartera del Ministro de Relaciones Exteriores y Culto sin renunciar a su curul. En julio del año siguiente, la Asamblea se encontraba discutiendo la posibilidad del restablecimiento de un sistema de banca mixta en Costa Rica para reemplazar al de banca nacionalizada de 1948. La propuesta, impulsada por la administración Trejos, requeriría del voto afirmativo de todos los diputados oficialistas, lo que obligó a Lara a renunciar a la Cancillería el 9 de ese mes para regresar al congreso. Sin embargo, el proyecto no fue aprobado, y Lara fue nombrado de nuevo el 1 de agosto.
Se rumoreó como un posible precandidato de la Coalición Unidad en 1977, pero Lara apoyaría al precandidato Miguel Barzuna Sauma en la convención de la alianza, quién perdió contra el exdiputado Rodrigo Carazo Odio, futuro vencedor de las elecciones presidenciales de 1978.
Para las elecciones nacionales de 1982, fue uno de los jefes de campaña del Movimiento Nacional que postulaba de nuevo al expresidente Mario Echandi Jiménez y que no obtuvo resultados favorables.

## Labor diplomática
Durante su gestión se firmó el Tratado de Amistad Perpetua con España. Logró que la Organización de las Naciones Unidas estableciera en San José la sede del Instituto Centroamericano de Administración Pública (ICAP).
Promotor de la Organización de Estados Centroamericanos (ODECA), precursora de las instituciones de integración centroamericana. 
En 1966 participó en las negociaciones para la solución del conflicto entre El Salvador y Honduras asistiendo en 1967 a las Conferencias Interamericanas en Punta del Este, Uruguay.
En 1969 dirigió la Conferencia Especializada de Derechos Humanos de San José, que dio como fruto el Pacto de San José y que creó la Corte Interamericana de Derechos Humanos.